# Blastobasis cophodes
Blastobasis cophodes é uma espécie de mariposa do gênero Blastobasis pertencente à família Coleophoridae.